# Фантастичні звірі і де їх шукати
«Фантасти́чні зві́рі і де їх шука́ти» — книга британської письменниці Джоан Ролінґ, що вийшла у видавництві Блумсбері 2001 року. У серії романів про Гаррі Поттера ця книга є підручником з дисципліни Догляд за магічними істотами. Дохід від продажу разом з книгою «Квідич крізь віки» склав 15,7 млн фунтів стерлінгів, близько 80 % прибутку спрямовані на благодійність.

## Вигадана книга
Фантастичні звірі… — це копія книги, що нібито належить Гаррі Поттеру, авторства Ньюта Скамандера, відомого магічного зоолога.
У книзі розглянута історія магічної зоології, описано 75 різних видів, знайдених в усьому світі. Інформація, що міститься в книзі, зібрана Скамандером протягом багатьох років спостережень та подорожей по 5 континентах. Книга є обов'язковим навчальним посібником для першокласників Гоґвортсу. Вступ до цієї книги написано Албусом Дамблдором.
Примітною особливістю книги є позначки, залишені Гаррі та Роном. Так, наприклад, з них ми дізнаємося, що Гоґвортс знаходиться в Шотландії.

## Ньют Скамандер
Ньют Скамандер — вигаданий автор книги, народився в 1897. Відповідно до секції книги «Про Автора», Скамандер став магічним зоологом через свою власну цікавість до неймовірних тварин, а також завдяки підтримці своєї матері, захопленого селекціонера гіпогрифів.
Після закінчення Гоґвортсу, Скамандер отримав роботу в Міністерстві магії у Відділі Контролю за Магічними Істотами. Потім два роки працював у відділі з обліку домашніх ельфів, займався створенням реєстру перевертнів в 1947 році. У 1965 ввів заборону на експериментальне розмноження. Нагороджений орденом Мерліна другого ступеня.
Тепер, пішовши на пенсію, він живе в Дорсеті зі своєю дружиною Порпантіною і дітьми.
Хоча Ролінґ ніколи не приховувала того факту, що вона є автором книги, «Ньют Скамандер» можна зрозуміти, як її псевдонім, оскільки він — вигаданий автор, вказаний на обкладинці книги.

## Перелік фантастичних звірів
В книзі зібрано описи 85 фантастичних звірів:
| - Авґурія (Augurey) - Акромантула (Acromantula) - Багнюк (Dugbog) - Бундімунка (Bundimun) - Василіск (Basilisk) - Вовкулaкa (Werewolf) - Вогнекраб (Fire Crab) - Гіпогриф (Hippogriff) - Гіпокампус (Hippocampus) - Гном (Gnome) - Горколумп (Horklump) - Грифон (Griffin) - Ґрапоріг (Graphorn) - Ґринділ (Grindylow) - Джapв (Jarvey) - Діріколь (Diricawl) - Докся (Doxy) - Дракон (Dragon) - Гебридій Чорний (Hebridean Black) - Звичайна Зелена Валлійка (Common Welsh Green) - Китайська Метеорка (Chinese Fireball) - Норвезький Хребтоспин (Norwegian Ridgeback) - Опалоок Антиподний (Antipodean Opaleye) | - Vipertooth) - Перуанський Гадозуб (Peruvian Vipertooth) - Румунський Довгоріг (Romanian Longhorn) - Угорська Рогохвістка (Hungarian Horntail) - Український Залізопуз (Ukrainian Ironbelly) - Шведська Короткорилка (Swedish Short-Snout) - Дуроспівка (Johberknoll) - Ельф (Pixie) - Ерклінґ (Erkling) - Єдиноріг (Unicorn) - Імп (Imp) - Йєті (Yeti) - Кап (Kappa) - Квінтолап (Quintaped) - Келпі (Kelpie) - Кентавр (Centaur) - Клаберт (Clabbert) - Клинохвіст (Nogtail) - Кнарл (Кnarl) - Кнізл (Kneazle) | - Козлокос (Billywig) - Крилатий Кінь (Winged Horse) - Круп (Crup) - Леприкон (Leprechaun) - Лобалуг (Lobalug) - Мантикор (Manticore) - Мільзаджміль (Glumbumble) - Місячний Телець (Moon Calf) - Мокa (Moke) - Морський Змій (Sea Serpent) - Муртлап (Murtlap) - Напівлик (Demiguise) - Ніфлер (Niffler) - Нунду (Nundu) - Окaмa (Occamy) - Плімп (Рlimpy) - Плямистий Пляпазур (Mackled Malaclaw) - Поґребін (Pogrebin) - Попеляшко (Ashwinder) - Порлок (Роrlосk) - Посіпачка (Bowtruckle) - Пухканець (Puffskein) - Paмopa (Ramora) | - Рей (Re'Em) - Різкопроривець (Erumpent) - Рунослід (Runespoor) - Русалії (Merpeople) - Саламандра (Salamander) - Смертефалд (Lethifold) - Сничик (Snidget) - Стрілер (Streeler) - Сфінкс (Sphinx) - Тебан (Tebo) - Троль (Troll) - Упир (Ghoul) - Фенікс (Phoenix) - Фея (Fairy) - Флобервяк (Flobberworm) - Фупер (Fwooper) - Химера (Chimaera) - Червоний Каптурик (Red Cap) - Шизопурфлик (Chizpurfle) - Шрейк (Shrake) |

## Український переклад
Український переклад 128-сторінкової давніше виданої книги «Поттеріани» традиційно вийшов у видавництві А-БА-БА-ГА-ЛА-МА-ГА. Переклад здійснений українським перекладачем і бардом Віктором Морозовим за редакцією Івана Малковича.

## Екранізація
У 2013 студія Warner Brothers повідомила, що зніме декілька фільмів за цією книгою. Знімання фільму «Фантастичні звірі і де їх шукати» розпочалися в серпні 2015 під керівництвом Девіда Єйтса. Трейлер вийшов 15 грудня 2015 року. Фільм вийшов у прокат 10 листопада 2016 року (прем'єра в Україні відбулася 17 листопада).